# La volontà di potenza (manoscritto)
La volontà di potenza (tedesco: Der Wille zur Macht) è il titolo dato a diverse raccolte postume di appunti di Nietzsche. Esistono almeno cinque versioni differenti de "La volontà di potenza": una curata dai fratelli Horneffer e da Peter Gast nel 1901 e composta da 483 paragrafi; una da Elisabeth Förster-Nietzsche e Peter Gast nel 1906 che consta di 1067 paragrafi; una da Max Brahn del 1917 in 696 paragrafi; una da August Messer del 1930 in 491 paragrafi; e una da Friedrich Würzbach del 1935 in 2397 paragrafi (ripubblicata poi nel 1940 col titolo Il lascito di Friedriche Nietzsche).

## Contesto
Dopo il collasso mentale del 1889, ed il passaggio del controllo sul suo patrimonio letterario alla sorella Elisabeth, l'amico di Nietzsche Heinrich Köselitz concepì l'idea di pubblicare estratti dagli appunti del filosofo come se fossero un capolavoro per presentargli come un ipotetico "magnum opus" del filosofo, usando una delle più elementari semplificazioni su Nietzsche come guida per la relativa risistemazione. Come spiegò ad Elisabeth l'8 novembre:
«Dato che il titolo originale suona: L'Anticristo - Trasvalutazione di tutti i valori (e quindi non "Il primo libro della Trasvalutazione di tutti i valori"), potete pensare che vostro fratello al momento di esordio della sua follia, ritenesse completato il libro. [...] Nondimeno, le conseguenze di questa trasvalutazione devono essere esplicitamente illustrate nel campo della moralità, della filosofia, della politica. Nessuno oggi può immaginare tali conseguenze — ed è il motivo per cui le vaste preparazioni per opera di vostro fratello, gli altri tre libri della "Trasvalutazione", devono essere ordinate secondo i miei suggerimenti e riunite in una sorta di sistema.»
Tra il 1894 ed il 1926, Elisabeth organizzò la pubblicazione dell'edizione Großoktavausgabe in venti volumi degli scritti di Nietzsche, a cura di C. G. Naumann. In essa seguendo il consiglio di Köselitz ella inserì una selezione dei frammenti postumi di Nietzsche, che furono assemblati ed intitolati La volontà di potenza. Pretese che questo testo fosse sostanzialmente il magnum opus che Nietzsche sperava di scrivere e chiamare La volontà di potenza - Un tentativo di trasvalutazione di tutti i valori. La prima edizione tedesca, contenente 483 sezioni, pubblicata nel 1901, fu edita da Köselitz, Ernst Horneffer, ed August Horneffer, sotto la direzione di Elisabeth. Questa versione fu sostituita nel 1906 da una seconda edizione ampliata che conteneva 1067 sezioni. Quest'ultima compilazione è ciò che ha finito per essere comunemente conosciuto come La volontà di potenza.

## La ricerca di Colli e Montinari

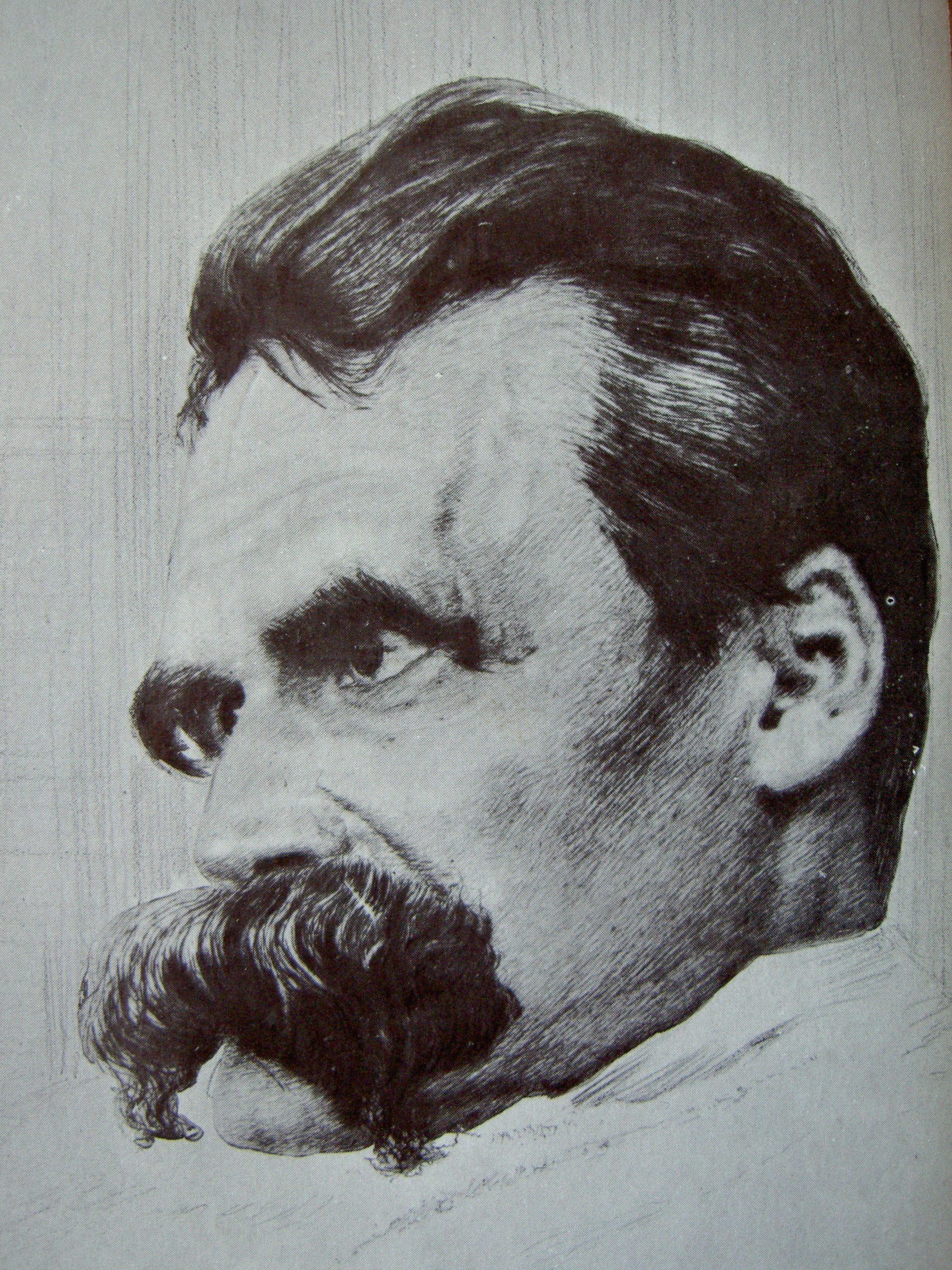
Nietzsche in un disegno di Hans Olde.

Mentre cercavano materiale per la traduzione italiana delle opere complete di Nietzsche negli anni 1960, i filosofi e filologi Giorgio Colli e Mazzino Montinari decisero di andare agli archivi di Weimar per lavorare con i documenti originali. Dal loro lavoro emerse la prima edizione completa e cronologica degli scritti di Nietzsche, compresi i frammenti postumi da cui Elisabeth Förster-Nietzsche aveva ricavato La volontà di potenza.
Le opere complete assommano a 5 000 pagine, contro le 3 500 della versione Großoktavausgabe. Nel 1964, durante il convegno internazionale di Parigi su Nietzsche, Colli e Montinari incontrarono Karl Löwith, che li avrebbe messi in contatto con Heinz Wenzel, editor della casa editrice Walter de Gruyter. Heinz Wenzel avrebbe acquistato i diritti sulle opere complete a cura di Colli e Montinari (33 volumi in tedesco) dopo la francese Gallimard Edizioni e l'italiana Adelphi.
Prima del lavoro filologico di Colli e Montinari, le edizioni precedenti portavano i lettori a credere che Nietzsche avesse organizzato tutto il suo lavoro in vista di un opus finale strutturato chiamato La volontà di potenza. In realtà, se anche Nietzsche considerò di realizzare un libro del genere, abbandonò in ogni caso tali progetti nei mesi che precedettero il suo crollo psichico. Il titolo La volontà di potenza, che appare per la prima volta nell'estate del 1885, fu sostituito da un altro piano d'opera alla fine di agosto 1888. Questo nuovo piano era intitolato "Tentativo di una trasvalutazione di tutti i valori" [Versuch einer Umwertung aller Werte], ed ordinava i molteplici frammenti in un modo completamente diverso da quello prescelto da Elisabeth Förster-Nietzsche.
Montinari e Colli hanno definito La volontà di potenza "una falsificazione storica" messa assieme artificiosamente dalla sorella di Nietzsche e da Peter Gast (pseudonimo di Köselitz). Benché Nietzsche nel 1886 avesse annunciato (alla fine della Genealogia della morale) una nuova opera dal titolo La volontà di potenza: un tentativo di trasvalutazione di tutti i valori, il progetto relativo fu accantonato ed alcuni testi preparatori (vedere Magnum in parvo: Una filosofia in compendio) furono impiegati per comporre Il crepuscolo degli idoli e L'Anticristo (entrambi del 1888); l'ultimo fu presentato per un certo periodo come la prima parte di una nuova imponente opera in quattro volumi, che ereditava il sottotitolo Trasvalutazione di tutti i valori tratto dal precedente progetto come il proprio nuovo titolo. Sebbene Elisabeth chiamasse La volontà di potenza il capolavoro inedito di Nietzsche, alla luce del collasso mentale di quest'ultimo, le sue intenzioni circa il materiale che non aveva adoperato ne Il crepuscolo degli idoli e L'Anticristo sono semplicemente inconoscibili. Così La volontà di potenza non è un testo compiuto di Nietzsche, ma piuttosto un'antologia di estratti dai suoi appunti mistificata come se fosse qualcosa di più. Ciò nonostante, il concetto rimane, ed è stato identificato, dopo la lettura che ne ha fatto Karl Löwith, come una componente fondamentale della filosofia di Nietzsche, tanto che Heidegger, sotto l'influenza di Löwith, la considerò formare, assieme alla teoria dell'eterno ritorno, la base del suo pensiero.
In effetti, secondo Montinari, non solo La volontà di potenza è il risultato di un complessivo riordino in qualche modo arbitrario, ma molti singoli frammenti furono a loro volta "tagliati e rimontati" in modi non comprensibili al lettore. Lo stesso Gilles Deleuze accolse il lavoro di Montinari dichiarando:
Basandosi sulla propria ricerca condotta sui materiali originali, Montinari mise in dubbio l'ipotesi stessa che Nietzsche, dato il suo stile di scrittura e di pensiero, intendesse realmente scrivere un magnum opus.

## Critiche e controversie
Maurizio Ferraris e Pietro Kobau dell'Università degli Studi di Torino sostengono invece non solo che l'edizione originaria della Volontà di potenza non presenterebbe contraffazioni - gli aforismi in essa contenuti sarebbero quelli scritti da Nietzsche di suo pugno, - ma che l'ordine seguito ricalcherebbe addirittura una bozza dello stesso Nietzsche (una delle tante bozze che il filosofo aveva scritto). Inoltre, seppure imputare a Nietzsche d'essere un nazionalsocialista è un anacronismo, secondo questi studi un'interpretazione della volontà di potenza in senso autoritario non solo sarebbe compatibile col pensiero nietzscheano, ma sarebbe addirittura dovuta: lo stesso Nietzsche intendeva rivolgersi a quella nuova aristocrazia di dominatori, i futuri Oltreuomini, che «grazie alla loro sovrabbondanza di volontà, sapere, ricchezza e influsso, si serviranno dell'Europa democratica come del loro strumento più docile e maneggevole per prendere in mano le sorti della terra, per plasmare, come artisti, l'uomo stesso».
Tuttavia, secondo Gadamer, la sopracitata edizione critica delle opere di Nietzsche da parte di G. Colli e M. Montinari avrebbe condotto "ad un unico ed effettivo risultato", vale a dire: "d'ora in poi non possiamo più considerare La volontà di potenza un'opera a sé stante, per il semplice fatto che quest'opera non esiste".